# PlayStation Now
PlayStation Now是一個基於外海公司的雲端遊戲服務，用於向PlayStation 4、PlayStation 3、PlayStation Vita、PlayStation Vita TV和BRAVIA電視提供PlayStation遊戲。該服務允許用戶付款，通過訂閱或按照單款遊戲售賣的計價的方式，獲得一段原PlayStation 3的遊戲作品訪問。該項目随后扩展到PS4作品，亦加入移植版本的PlayStation和PlayStation 2作品。若用戶使用非PlayStation設備要使用該服務，則需要DualShock 3手柄支持，因為索尼認為這些遊戲是為其手柄而設計的，使用DualShock接入進行遊玩將會獲得最好的體驗，PlayStation品牌設備則可分別使用他們原來各自的遊戲控制器進行操作。索尼亦建議玩家配有5 Mbps的網絡連接以獲得他們認為的“良好表現”。

## 运作机制
PS Now在其數據中心使用經過修改的PS3設備，這樣的一台設備的一塊主板就擁有了等同於8台PS3主機的處理能力，它們被裝配在超薄型伺服器機櫃中。這樣做能夠獲得最好地利用機房空間，同時還能減少電力能耗。根据其官方网站提供的信息到2014年10月为止已有超过150个PS3游戏可以公测方式供用户访问。

## 歷史
PlayStation Now服務於2014年1月7日在2014年國際消費電子展（CES）上公開。索尼在CES上展示了《最後生還者》、《戰神：崛起》、《Puppeteer》和《超能殺機：兩個靈魂》的演示。通過PS Now，以上PS3獨占遊戲都可以在BRAVIA電視和PlayStation Vita上玩到。PS Now的內部測試於1月28日在美國地區的PS3上開展，後於5月19日擴展至PS4。PlayStation Now於2014年7月31日在美加地區啟動PS4公測，9月18日啟動PS3公測，10月14日啟動PS Vita和PS Vita TV公測，此外2014年發布的特定型號BRAVIA電視亦將納入測試範圍。索尼電腦娛樂在Gamescom 2014上宣布PS Now將於2015年進入歐洲，英國將會成為第一個接入服務的歐洲區國家。
- 2014年12月25日，PlayStation Now將廣大範圍到不同的電器品牌，三星將成爲第一個索尼之外的品牌，只有特定的智能電視支持PlayStation Now雲端遊戲服務，預計2015年的上半年在美國和加拿大地區推出。

- 2015年1月13日，PlayStation Now推出订阅服务，PSN会员参与订阅计划，即可游玩库中所有游戏[15]。该订阅机制先行在北美PSN展开。

- 2017年2月17日，索尼宣佈於同年8月15日終止PS3、PS Vita、PS TV、Sony Bravia及三星電視機等機種的PlayStation Now服務。[16]

- 2018年9月20日，PlayStation Now 允许下载库中的PS4游戏，和移植到PS4平台的PS2游戏于PlayStation4主机本地，不需联网即可游玩[17]。
- 2022年5月23日，索尼互动娱乐（SIE）宣布推出新的PlayStation Plus订阅方案，已有的PlayStation Now订阅被自动转为PlayStation Plus Premium级别订阅。PlayStation Now不再作为单独的订阅计划提供[18]。

## 外部連結
- 官方网站（英文）